# Anahí
Anahí Giovanna Puente Portilla (Cidade do México, 14 de maio de 1983) é uma cantora, atriz e empresária mexicana.
Como cantora, lançou seu primeiro disco homônimo em 1993, sendo seguido pelos álbuns ¿Hoy Es Mañana? (1996), Anclado En Mi Corazón (1997) e Baby Blue (2000). Em 2004, integrou o grupo pop musical RBD, onde lançaram seis álbuns de estúdio, seis de vídeo e três ao vivo. Venderam mais de 25 milhões de discos, ganhando diversos prêmios e duas indicações ao Grammy Latino. Em 2009, com o fim do grupo, Anahí retornou ao cenário musical com o álbum Mi Delirio, que vendeu mais de 30 mil cópias no Brasil, sendo certificado como disco de ouro. Em 2016, foi lançado o sexto álbum de estúdio, Inesperado. O álbum contou com quatro singles, incluindo "Rumba" e "Amnesia".
Na televisão, seu primeiro trabalho como atriz foi na série mexicana Chiquilladas em 1986, onde permaneceu por 5 anos. Sua estreia em telenovelas foi em Madres Egoístas, em 1991. No ano seguinte, viveu seu primeiro protagonista na telenovela infantil Ángeles Sin Paraíso. Em 1995, fez parte do elenco de Alondra. Integrou o elenco de El Diario de Daniela em 1998 e Mujeres Engañadas em 1999. Em 2000, protagonizou a telenovela juvenil Primer Amor. Em 2003, deu vida a antagonista da terceira temporada da telenovela Clase 406. Em 2004, interpretou Mia Colucci na telenovela Rebelde, onde ficou internacionalmente conhecida. Em 2007, interpretou a sí mesma de forma fictícia na série RBD, La Familia. Em 2011, interpretou a protagonista Angélica na telenovela mexicana Dos Hogares. Em 2024, Anahí retorna a televisão mexicana como uma das juradas do programa ¿Quién Es La Máscara?.
Anahí já foi diversas vezes indicada em prêmios da indústria da música, como o Prêmio TVyNovelas, Prêmio People en Español, Premios Juventud e Kids Choice Awards. Considerada um sex symbol, a cantora foi eleita a mulher mais sexy da América Latina em 2009 pela revista Maxim, no mesmo ano, foi eleita a décima mulher mais sexy do planeta pela revista VIP, além de ter sido considerada a segunda latina mais buscada no Google. Em 2011, foi eleita pela revista Quién a celebridade com o corpo mais perfeito, e em 2012 foi eleita uma das 100 mulheres mais sexys do planeta, também pela Maxim.

## Biografia
Anahí nasceu na Cidade do México em 14 de maio de 1983, sob o signo de touro. Filha de Maria del Consuelo "Marichelo" Portilla e de Enrique Puente, é a caçula de 3 irmãs, entre eles a atriz Marichelo Puente e Diana Puente por parte de pai. Anahí têm cinco sobrinhos, sendo três da sua irmã Marichelo e dois da sua meia-irmã Diana. Anahí é neta da atriz Sara López por parte de pai.

### 1986–1992: Início da carreira

Anahí criança durante o programa Chiquilladas.

Anahí começou sua carreira aos dois anos de idade, por pura casualidade, no programa infantil Chiquilladas, da Televisa quando foi acompanhar sua irmã Marichelo a gravação do programa e durante o intervalo pegou uma escova e começou a cantar e dançar na frente do espelho e foi quando chamou a atenção do produtor que resolveu coloca-la enfrente as câmeras para ver a reação da pequena. Assim, tornou-se parte do programa, onde além de atuar, interpretava o tema de encerramento diário: "Te Doy Un Besito".
Desde muito pequena a atriz mirim veio realizando vários trabalhos na televisão, surpreendendo a todos com seu carisma e qualidade artística inata. Ainda durante vários anos, a pequena notável foi a imagem da marca de refrigerantes Pepsi-Cola. Além de Chiquilladas, Anahí participou de outros programas infantis, como La Telaraña, em 1986 e Súper Ondas, em 1989. Desde então, a atriz não se limitou somente à televisão e passou a atuar nas telonas, em longas-metragens como Asesinato a Sangre Fría e Había Una Vez Una Estrella, ambos em 1989. Por sua atuação neste último filme, recebeu em 1991, o prêmio Palma de Oro por seu destaque como atriz infantil. Em 1991, grava outro longa-metragem, Nacidos Para Morir, e neste mesmo ano atua nas telenovelas Muchachitas e Madres Egoístas. Em 1992, participa dos filmes Ayúdame Compadre, onde atua junto de sua irmã Marichelo; El Ganador, e No Me Defiendas Compadre e protagonizou a telenovela infantil Ángeles Sin Paraíso ao lado de Felipe Colombo.

### 1993–2003: Primeiros álbuns e telenovelas
Em março de 1993, lançou seu primeiro disco homônimo, que promove por toda a República no ano seguinte, quando se apresenta durante cinco semanas no circo Atayde, com El Show de Anahí. No mesmo ano, interpreta o tema "Mensajero del Señor", dedicado ao Papa João Paulo II, devido à sua visita ao estado de Yucatán, no México. Em 1995, aos doze anos, participa da telenovela Alondra. Ainda no mesmo ano Anahí grava a série Mujer, Casos De La Vida Real que mostra o cotidiano de mulheres trabalhadoras que cuidavam dos filhos. Em 1996, lança seu segundo disco ¿Hoy Es Mañana? e grava a telenovela Tú y Yo. Em 1997, participa da telenovela Mi Pequeña Traviesa e lança seu terceiro disco, Anclado En Mí Corazón e o seu primeiro VHS ao vivo intitulado Concierto Anclado en mi Corazón, gravado no teatro Alameda. Em 1998, atuou na telenovela Vivo por Elena. Ainda em 1998, aos quinze anos de idade, Anahí para de frequentar escolas e passa a ter professores particulares em casa, terminando os estudos mais cedo e, posteriormente, formando-se em estilista de moda. Neste mesmo ano, é chamada para gravar a série Una Pura y Dos Con Sal.
Com o fim da série, Anahí entra para o elenco de El Diario de Daniela (1998) interpretando a vilã Adelia, e no ano seguinte, participa da telenovela Mujeres Engañadas – onde ganha o Prêmio TVyNovelas de Revelação do Ano – e protagoniza o filme Inesperado Amor. Em agosto de 2000, lançou o quarto álbum de estúdio  Baby Blue, que vende cerca de 100 mil cópias no México. Em outubro do mesmo ano, Anahi protagoniza a telenovela Primer Amor do produtor Pedro Damián, ao lado de Kuno Becker, com quem realiza um dueto para a telenovela intitulado, "Juntos". Em 2003, Anahí é convidada novamente por Damián para se integrar à segunda temporada da novela Clase 406, onde protagoniza o papel de Jéssica Riquelme, uma garota milionária, órfã de mãe, caprichosa e de coração frio; ao decorrer da trama, sua personagem vai se transformando até torna-se mais doce e humilde.

### 2004–2008:Rebeldee RBD

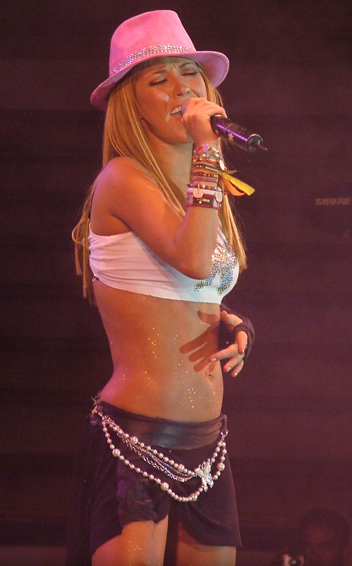
Anahí durante a passagem da Tour Generación RBD por Tijuana, em 2005.

Em 4 de outubro de 2004, Anahí estreia como a protagonista Mia Colucci na telenovela mexicana Rebelde, novamente com o produtor Pedro Damián. A partir da telenovela, forma-se a banda musical composta pelos seis protagonistas da trama e em novembro do mesmo ano, o grupo lança o álbum de estreia, intitulado Rebelde, vendendo mais de 2 milhões de cópias mundialmente. Quando o grupo lançou o segundo álbum, Nuestro Amor, surpreendeu rompendo recordes ao conseguir disco de platina em somente sete horas após o lançamento, e foi nomeado ao Grammy Latino como Melhor Álbum Vocal Pop de Dupla ou Grupo. Também ganharam disco de platina por mais de
500 mil cópias vendidas; mais tarde o disco foi certificado como disco de platina e ouro por suas altas e continuadas vendas em diversos países. A primeira turnê do grupo, intitulada Tour Generación RBD, vendeu todos os ingressos em tempo recorde no México, incluindo uma série de seis shows no Palacio de los Deportes, com capacidade para mais de 40 mil pessoas. Durante um desses shows, foi gravado o primeiro DVD do grupo, Tour Generación RBD En Vivo.
Paralelamente ao grupo, a artista lança seu primeiro álbum de compilação, intitulado Antología, disco que contém canções de suas produções anteriores: ¿Hoy Es Mañana?, Anclado En Mí Corazón, Baby Blue e a canção "Juntos", trilha sonora da telenovela Primer Amor. Em 2006, os direitos do seu álbum anterior Baby Blue são adquiridos pela Universal Music que o relança em junho a nível mundial sob o título de Una Rebelde en Solitario. No ano seguinte, é lançada também outra recopilação, o Antes De Ser Rebelde, desta vez com os temas do segundo e terceiro álbum da cantora.
Em abril de 2006, foi lançado o segundo DVD, intitulado Live in Hollywood. Em outubro, o grupo desembarcou no Brasil para realizar a segunda turnê mundial, a Nuestro Amor Tour, que passou por 12 cidades, encerrando no Rio de Janeiro, para mais de 44 mil pessoas, onde foi gravado o terceiro DVD da banda, o Live in Rio. A turnê foi considerada a maior turnê de um artista internacional realizada no país, em um total de 300 mil pessoas e arrecadando mais de 37 milhões de dólares. Nessa mesma época, superaram a marca de dois milhões de discos vendidos nos Estados Unidos. Em novembro, é lançado então, o terceiro álbum do grupo, intitulado Celestial e uma edição especial em português. Em dezembro de 2006, foi lançado o álbum Rebels, primeiro disco em língua inglesa do grupo.

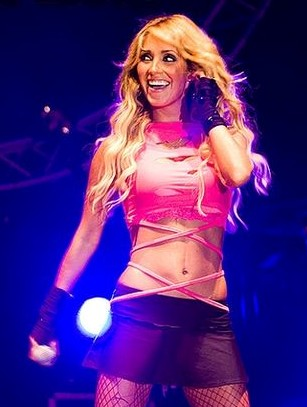
Anahí durante a Empezar Desde Cero Tour em 2008.

Entre março e junho de 2007, o sexteto apresenta o sitcom RBD: La Familia, mostrando de forma fictícia a vida dos integrantes em 13 episódios exibidos pela Sky México e produzidos pela Televisa. A companhia Mattel colocou a venda uma edição especial da Barbie dos personagens femininos principais da telenovela Rebelde, sendo comercializadas no México, Estados Unidos e alguns países da América Latina. Em maio, o grupo foi convidado para se apresentar na 56ª edição do Miss Universo, que ocorreu no Auditório Nacional da Cidade do México, o grupo realizou um medley com as canções "Wanna Play", "Cariño Mio" e "Money, Money", canções do disco Rebels. Junto ao RBD, faz uma participação especial na telenovela mexicana Lola, Érase Una Vez! (2007). Em novembro, foi lançado o quinto álbum do grupo, Empezar Desde Cero, vendendo cerca de 500 mil cópias mundialmente, sendo 300 mil apenas no México. Ainda recebeu a segunda indicação da carreira ao Grammy Latino na categoria Melhor Álbum Vocal Pop de Dupla ou Grupo.
Em fevereiro de 2008, o grupo inicia a Empezar Desde Cero Tour nos Estados Unidos e gravam o DVD Live in Brasília durante o 48° aniversário de Brasília, para mais de 500 mil pessoas. Ainda no mesmo mês, faz sua estreia solo em uma parceria com o cantor italiano Tiziano Ferro e Dulce María na canção "El Regalo Más Grande", alcançando o segundo lugar na parada italiana. A canção faz parte do álbum A Mi Edad (2008) de Ferro.
Em 15 de agosto de 2008, após quatro anos de êxito, o grupo RBD anuncia sua separação e realiza uma turnê de despedida intitulada Tour del Adiós, que passa por toda América Latina, Europa e Estados Unidos. Após o anuncio da separação, Anahí organizou uma passeata mundial contra o fim do grupo, que foi realizada em 23 de agosto. Todos os fãs da América Latina e Europa atenderam o pedido e foram as ruas protestar. O último show da carreira do grupo aconteceu em 21 de dezembro de 2008 na cidade de Madri no Palacio de Deportes para 15 mil pessoas. Em 2009 lançam, então, o último álbum de estúdio Para Olvidarte De Mí e o DVD Tournée do Adeus, gravado em São Paulo durante a última turnê da banda.

### 2009–2011:Mi DelirioeDos Hogares

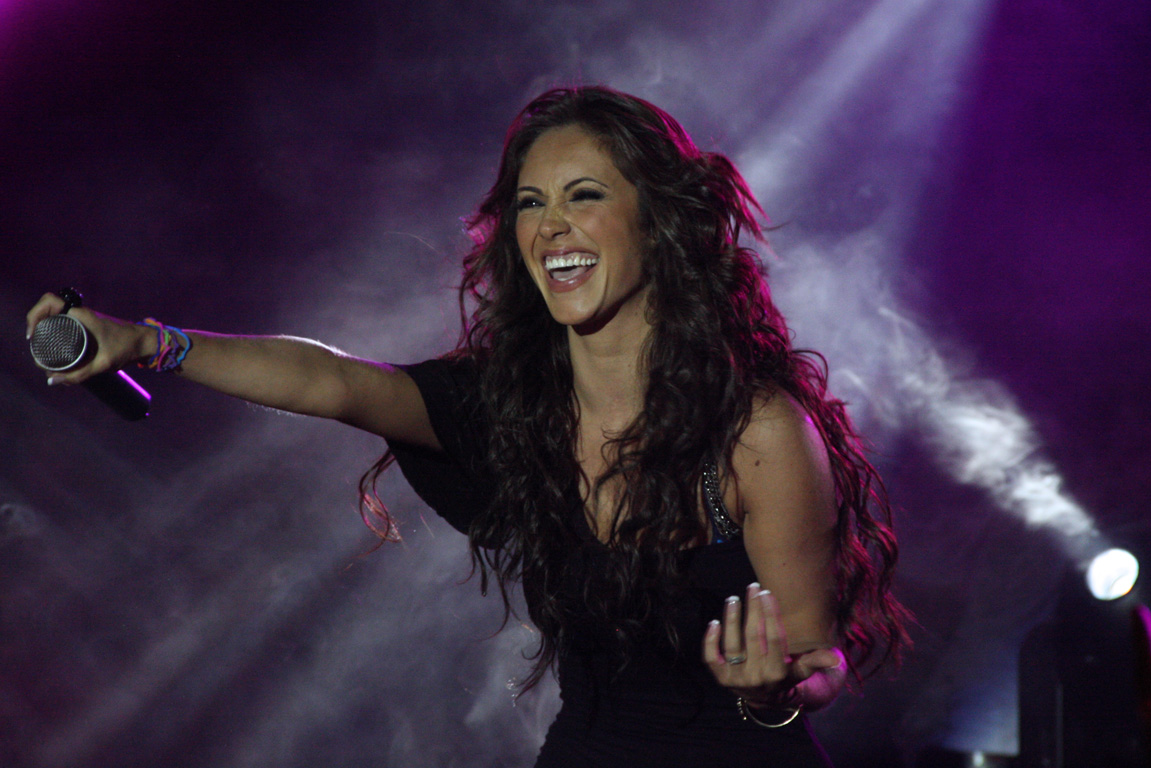
Anahí em Puebla de Zaragoza, México, 2010.

Em 2009, Anahí assina um contrato com a gravadora EMI, e tem a canção "Mi Delirio" lançado em julho durante os Premios Juventud. Em novembro, retornou ao Brasil para iniciar a sua primeira turnê, intitulada Mi Delirio World Tour e ainda participou do Programa do Jô. A turnê ainda passou pela Argentina, Chile, Eslovênia, México, Romênia, Sérvia e Venezuela. Foi eleita pela Billboard como a sétima turnê mais lucrativa do primeiro trimestre e 2010, sendo apenas nos 9 primeiros shows do ano, foram arrecadados mais de 851 mil dólares.
Em 24 de novembro de 2009, é lançado, então, o quinto álbum de estúdio, Mi Delirio, que recebeu disco de ouro no Brasil pelas 30 mil cópias vendidas. Estreiou em #195 no Billboard 200, vendendo mais de 22 mil cópias nos Estados Unidos. Ainda em novembro, foi lançado o vídeo musical da faixa-título do disco, sendo censurado no YouTube, por conter cenas improprias para menores de 18 anos. O Youtube alegou que o vídeo não segue as regras de conteúdo veículado no site. Dias depois, o clipe foi liberado e já se encontra disponível no site.
Em fevereiro de 2010, participou do Festival Viña del Mar no Chile, onde encerrou sua apresentação com uma performance polêmica da canção "Él Me Mintió". A primeira fase da turnê foi encerrada em março na Cidade do México, com um grande espetaculo e várias participações especiais. Em maio, lançou o vídeo musical do single promocional "Quiero" e em junho, o clipe do segundo single do álbum, "Me Hipnotizas", que chegou a ganhar o prêmio Orgullosamente Latino como Canção Latina do Ano. Em setembro, foi a apresentadora do Kids' Choice Awards México, onde concorreu em três categorias, ganhando em Artista Favorita e Look Favorito, além disso, cantou pela primeira vez a canção "Alérgico".

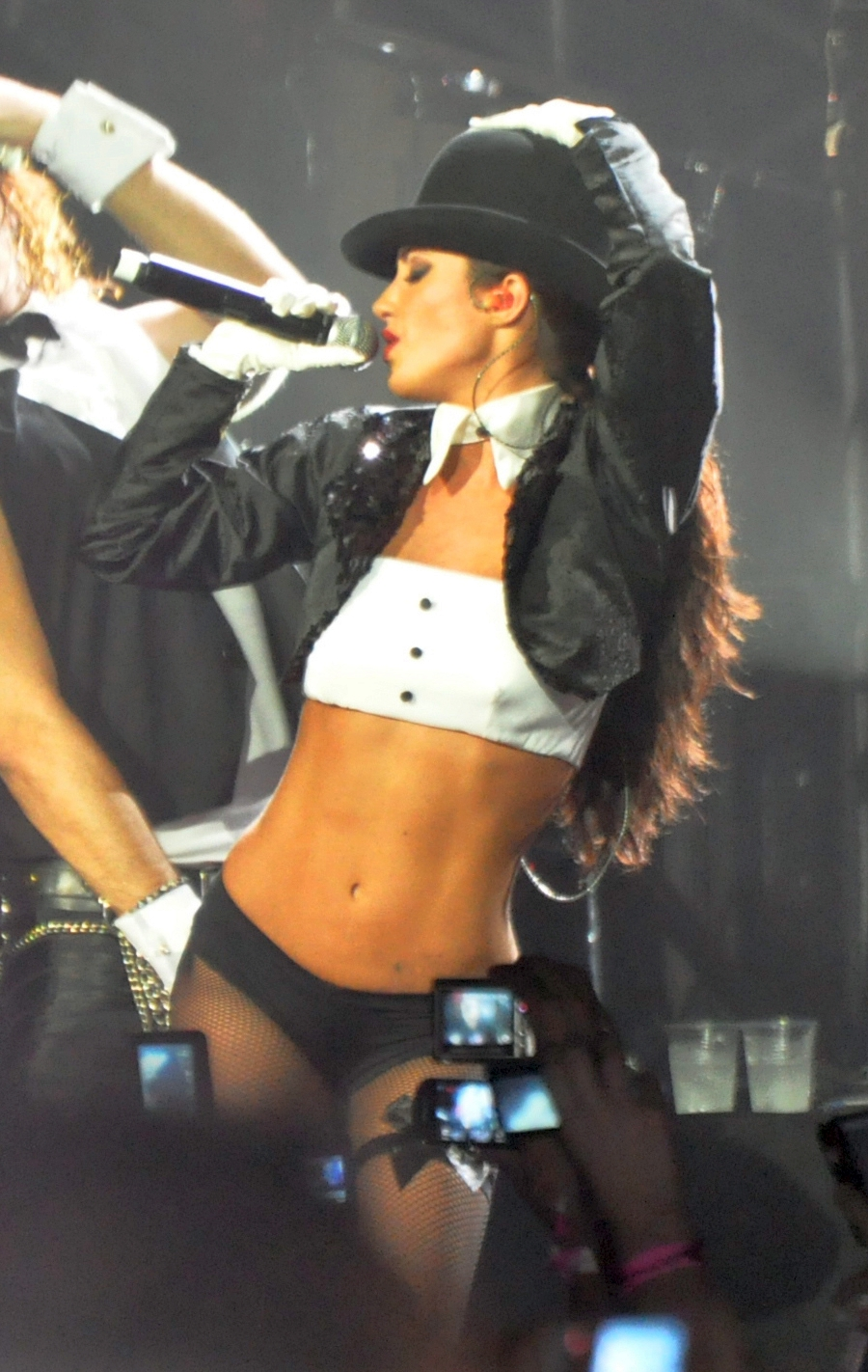
Anahí durante a Mi Delirio World Tour em São Paulo, Brasil, 2011.

Retornou ao Brasil em outubro com a segunda fase da turnê e ainda participou do Programa do Gugu, Hebe, Acesso MTV, Domingo Legal, Tudo É Possível e Eliana. Em novembro, lançou uma reedição do álbum Mi Delirio que contém faixas inéditas e um texto especial do autor brasileiro Paulo Coelho, debutando em décimo quarto lugar no México ficando sete semanas no Top 100.
Em 26 de março de 2011, foi lançado o vídeo musical da canção "Libertad", do cantor Christian Chávez com a participação da mexicana. Voltou ao Brasil em março com a terceira fase da turnê, tendo participações do cantores Christian Chávez, Noel Schajris e Penya, que passou por São Paulo e Rio de Janeiro e teve seu fim no México.
Depois de prolongadas negociações, Anahí aceitou desempenhar o papel principal na telenovela mexicana Dos Hogares, escrita e produzida por Emilio Larrosa. A telenovela estreou em 27 de junho de 2011 e seu último capítulo em 20 de janeiro de 2012 e marcou a volta da atriz a televisão, quatro anos após sua última aparição em uma série de TV. Além de atuar, Anahí interpretou o tema de abertura, o single promocional "Dividida", tendo seu vídeo musical lançado em agosto de 2011. A canção foi indicada aos Premios Juventud como melhor tema de telenovela. Outra canção que Anahí gravou para a trilha sonora da telenovela foi "Rendirme En Tu Amor", um dueto com Carlos Ponce, seu par romântico na telenovela.
Em maio de 2011, foi convidada pela MTV Latinoamérica para gravar a canção "Click", tema de abertura da telenovela colombiana Popland!, em parceria com o cantor argentino Ale Sergi e com o cantor mexicano Brian Amadeus.

### 2012–2019:Inesperado
Em julho de 2012, Anahí postou em sua conta no Twitter um trecho de uma música que estava escrevendo com Noel Schajris e Claudia Brant. A canção foi lançada em fevereiro de 2013, intitulada "Absurda". Após o lançamento da canção, o projeto do próximo álbum foi engavetado e a cantora começou a se dedicar a compromissos como futura primeira-dama do estado mexicano de Chiapas.

A cantora interpretando a canção "Amnesia" durante os Premios Juventud em 2016.

Em 25 de maio de 2015, Anahí lançou o lyric vídeo da canção "Están Ahí", em agradecimento aos seus fãs, após 2 anos sem lançar nenhuma música. A cantora voltou aos palcos em 16 de julho de 2015 ao performar na décima-primeira edição dos Premios Juventud a canção "Rumba" junto com o cantor porto-riquenho Wisin, primeiro single do seu sexto álbum de estúdio que chegou a ter o título provisório de Amnesia. Em 28 de agosto de 2015, foi lançado o vídeo musical da canção "Rumba", gravado na cidade de Miami sob a direção de Jessy Terrero. A canção alcançou a primeira posição na lista da Billboard Tropical Songs e o oitavo lugar na Billboard Latin Pop Songs, ambas dos Estados Unidos. Em 11 de dezembro de 2015, foi lançado o segundo single do álbum, "Boom Cha", que alcançou um êxito mediano. Em 12 de fevereiro de 2016, a cantora lançou o terceiro single, "Eres", a canção é uma balada romântica em parceria com o cantor mexicano Julión Álvarez. No mês seguinte, foi lançado o vídeo musical, gravando em San Cristóbal de las Casas.
Em 03 de junho de 2016, foi lançado o sexto álbum em estúdio da cantora, Inesperado. O álbum se diferencia do disco anterior, Mi Delirio (2009) – que é um disco pop eletrônico – pois inclui ritmos regionais mexicanos na canção "Eres", de gênero pop latino em "Me Despido", "Arena y Sol", "Siempre Tú" e "Juntos En La Obscuridad", influências brasileiras em "Boom Cha", além de ritmos espanhois nas regravações "Temblando" e "La Puerta de Alcalá". O disco alcançou o primeiro lugar na Colômbia, Brasil, México, Espanha, Chile e Estados Unidos na categoria de música latina, igual na Argentina, no qual conseguiu o primeiro lugar nessa categoria. Nos Estados Unidos, o álbum estreou em sexto lugar na lista Latin Pop Albums e em décimo-sétimo lugar na Top Latin Albums, ambas da Billboard. Em 16 de junho de 2016, foi lançado o vídeo musical do quarto e último single, "Amnesia". Em 14 de julho, Anahí performou a canção na décima-terceira edição dos Premios Juventud.
Em 14 de novembro de 2019, junto com sua irmã Marichelo Puente, lançou o podcast "Están Ahí", em sua conta oficial do Spotify. Cada episódio conta com um convidado diferente. Em 27 de novembro de 2019, lançou sua página oficial intitulada An by Anahí, na qual dá conselhos sobre nutrição, fitness e ioga, além do vídeo de cada podcast.

### 2020–2023: Reunião de RBD

Anahí em uma entrevista em 2023.

Anahí lançou a canção "Latidos" em 24 de janeiro de 2020 pela gravadora Universal Music, dedicada a seu filho primogênito, Manuel. Em 30 de setembro do mesmo ano, o grupo RBD anunciou um concerto virtual em que constariam presentes somente quatro dos seis integrantes originais: Anahí, Christian, Christopher e Maite. Em apenas 24 horas após o ínicio das vendas, o show vendeu mais de 100 mil ingressos. Alfonso e Dulce María optaram por não participar devido a questões pessoais.
Em 17 de novembro, o grupo RBD lança o single "Siempre He Estado Aquí" nas plataformas digitais, o primeiro em onze anos. Em 26 de dezembro, o grupo realiza a apresentação virtual Ser O Parecer: The Global Virtual Union, sendo vista por 1,5 milhão de pessoas nas primeiras 12 horas. O álbum ao vivo do concerto Ser O Parecer: The Global Virtual Union, que leva o mesmo nome, foi lançado em 10 de junho de 2021 pela gravadora Universal Music nas plataformas digitais. Uma versão ao vivo da canção "Sálvame" foi lançada como primeiro single promocional do álbum em 5 de março de 2021.

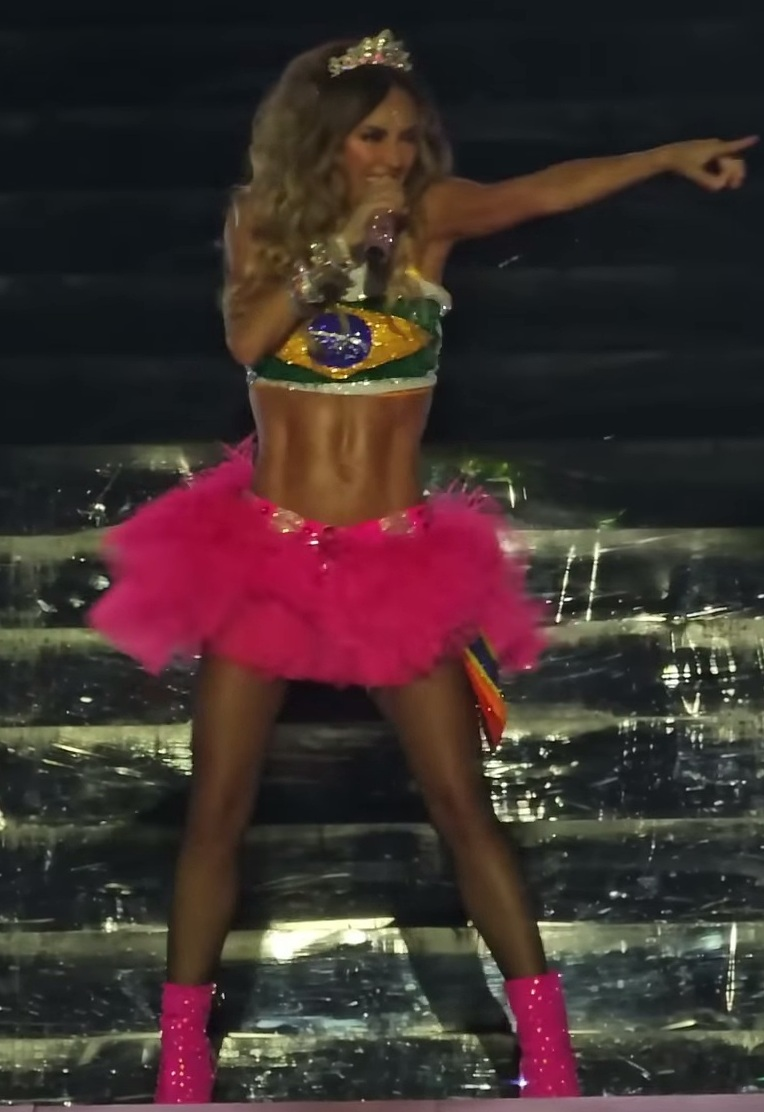
Anahí na Soy Rebelde Tour no Rio de Janeiro, Brasil, em 2023.

Em 2 de dezembro de 2021, o grupo mexicano rock Moderatto lançou uma versão da canção "Nuestro Amor" do grupo RBD com a participação de Anahí, sendo o primeiro single do álbum em tributo ao grupo pop mexicano intitulado Rockea Bien Duro (2022). O vídeo musical da canção foi lançado em 9 de fevereiro de 2022. Anahí foi convidada pela cantora colombiana Karol G para participar de seu concerto em 11 de junho de 2022 na Arena Ciudad de México, capital mexicana. De surpresa, as cantoras interpretaram a canção "Sálvame" do grupo RBD. Em 27 de outubro de 2022, Anahí lançou um dueto póstumo da canção "Dejame Vivir" com o cantor mexicano Juan Gabriel, presente no álbum Los Dúo 3 (2022) de Gabriel. O dueto é uma regravação da canção interpretada por Juan Gabriel junto com a cantora espanhola Rocío Dúrcal em 1984.
Em 19 de janeiro de 2023, Anahí – junto com Dulce María, Maite Perroni, Christian Chávez e Christopher Uckermann – publicou em suas redes sociais um comunicado informando que realizará uma turnê de reencontro e despedida oficial do grupo RBD, intitulada Soy Rebelde Tour. Para promocionar a turnê, foi lançado o single "Cerquita de Ti". A digressão teve inicio em 25 de agosto de 2023 nos Estados Unidos, passando pela Colômbia, Brasil e sendo finalizada em 21 de dezembro do mesmo ano no México. Tornou-se a segunda turnê de maior bilheteria de todos os tempos por um artista latino e a turnê latina de maior bilheteria de 2023 com um faturamento de 230 milhões de dólares. Em 25 de dezembro de 2023, foi lançado o filme-concerto Por Siempre RBD pelo serviço de streaming Vix, exibindo algumas canções do show realizado no Foro Sol e alguns depoimentos dos integrantes.

### 2024–presente:¿Quién es la Máscara?
Em 27 de agosto de 2024, Anahí foi confirmada como a nova jurada da sexta temporada do programa mexicano ¿Quién Es La Máscara? do canal Las Estrellas, marcando a volta da cantora à Televisa depois de 13 anos. A cantora substitui a também cantora mexicana Yuri e compartilha créditos com o cantor Carlos Rivera, o influencer Juanpa Zurita e com a atriz Martha Higareda.

## Outras atividades

### Empresária
Em 2006, Anahí inaugurou sua primeira loja em um shopping na Cidade do México. A loja tinha roupas e acessórios que levam seu nome. Em novembro de 2006, foi relatado que, desde sua inauguração, a loja vendeu mais de US$ 50.000 em mercadorias. Em março de 2007, a cantora encerrou suas atividades.
Em 2011, Anahí passou a fazer parte do grupo Aviesta no México, tornando-se sua diretora de moda, com uma página de vendas online, seu objetivo era se expandir para outros países. Em 25 de abril de 2012, o lançamento oficial de sua linha de calçados, bolsas e loja virtual aconteceu em uma festa organizada no Obelisco de Polanco, México, na qual ela compartilhou com convidados, imprensa e vários fãs. Anahí quebrou recordes de vendas nos primeiros três meses e vendeu mais de 2 milhões de dólares em sapatos em menos de 7 meses. Em agosto de 2012, Aviesta foi lançado nos Estados Unidos. Em 2013, a cantora anunciou que por conta de outros projetos não era mais diretora de moda de Aviesta.
Em março de 2013, foi anunciado o lançamento de BE by Anahí, uma linha de esmaltes de unha. O site mexicano Glamour da América Latina, revelou que era uma coleção de vinte e cinco cores diferentes, e que tinham nomes como "rebelde", "delírio", "absurdo", "clique", " hipnótico" e "salve-me", sendo esses os nomes de algumas de suas canções mais conhecidas.
Em dezembro de 2020, Anahí lançou uma linha de maquiagens, a An Makeup, onde nomeou a primeira paleta de sombras da grife de Mia Palette, em referência a sua personagem na telenovela Rebelde (2004–06). Em novembro de 2021, Anahí se tornou embaixadora, designer e editora da marca de roupas infantis Baby Creysi.
Em 2023, Anahí se tornou embaixadora da marca de móveis de interiores Muebles Dico.

### Escritora
Em 02 de dezembro de 2018, foi lançado o livro sobre maternidade, intitulado Valiente, escrito por Anahí e editado por Miguel Ángel Porrúa em versão digital e formato físico. Foi previamente anunciado através das redes sociais da cantora. Fala de suas experiências durante a gravidez, receitas, exercícios e foi criado com a ajuda da nutricionista e coach de saúde Laila Kuri. Através de suas redes sociais, Anahí anunciou que parte do lucro do livro serão doados a área de oncologia do hospital de especialidades pediátricas de Tuxtla Gutiérrez.

### Apresentadora
Em julho de 2009, Anahí conduziu os Premios Juventud, junto com a mexicana Karyme Lozano e o ator Juan Soler. Além de conduzir, Anahí apresentou pela primeira vez o single "Mi Delirio". Em outubro de 2009, apresentou junto com Snoop Dogg, a categoria "Melhor Video do Ano" no Los Premios MTV Latinoamérica.
Em setembro de 2010, apresentou os Kids Choice Awards México junto com Omar Chaparro. Em 2010, conduziu o programa "Las 15 mejores colaboraciones de la década 00's" na MTV Tres, apresentando as melhores colaborações do ano 2000.
Em 14 de dezembro de 2014, a cantora foi a apresentadora da décima-oitava edição do Teletón México, junto com Gilbeto Gless, Omar Chaparro e Adrián Uribe, além de ter feito uma doação de 300 mil pesos atráves de sua fundação Sálvame.

### Composição
Além de cantar, Anahí se destaca por compor várias canções, começando pelo álbum Mi Delirio, compondo e produzindo a maior parte do disco, junto Miguel Blas, Gil Cerezo e Ulises Lozano o tema do mesmo nome do disco, sendo esse o primeiro single do álbum. Junto a Amerika Jiménez e Antonio Rayo compos a canção "Qué Más Da", e com a compositora argentina Claudia Brant, os temas "Te Puedo Escuchar" e "Pobre Tu Alma", onde foi co-escritora. Também foi co-escritora da canção "Gira La Vida" junto com Richard Harris e Facundo Monty. Para a edição deluxe do disco, Anahí compôs junto com Noel Schajris seu terceiro single "Alérgico". O escritor brasileiro Paulo Coelho, pediu para Anahí compor uma canção para seu livro O Aleph, que junto com o cantor Mario Sandoval, escreveu "Aleph", mesmo título do livro.
Em 2011, Anahí compôs a canção "Dividida" para a trilha sonora da telenovela Dos Hogares, na qual foi a protagonista. Compôs novamente com Noel Schajris e Claudia Brant a canção "Absurda".
Para seu sexto álbum de estúdio, Inesperado, lançado em 2016, Anahí foi co-autora de apenas três canções das doze presente no disco. "Rumba", primeiro single do disco foi escrito pelo cantor Wisin, Luis O' Neil e Anahí. "Boom Cha", o segundo single, contou com a co-autoria de Anahí junto com Zuzuka Poderosa, Cláudia Brant, Cassiano Juliano, David Quinones, Júlio Reyes-Rosas, Urales Vargas. A última composição foi "Eres", com participação de Julión Álvarez e composta por Anahí, Jovany Barreto, Luis Salazar, Paolo Tondo, Tat Tong e Mariana Vega.

### Atividades humanitárias

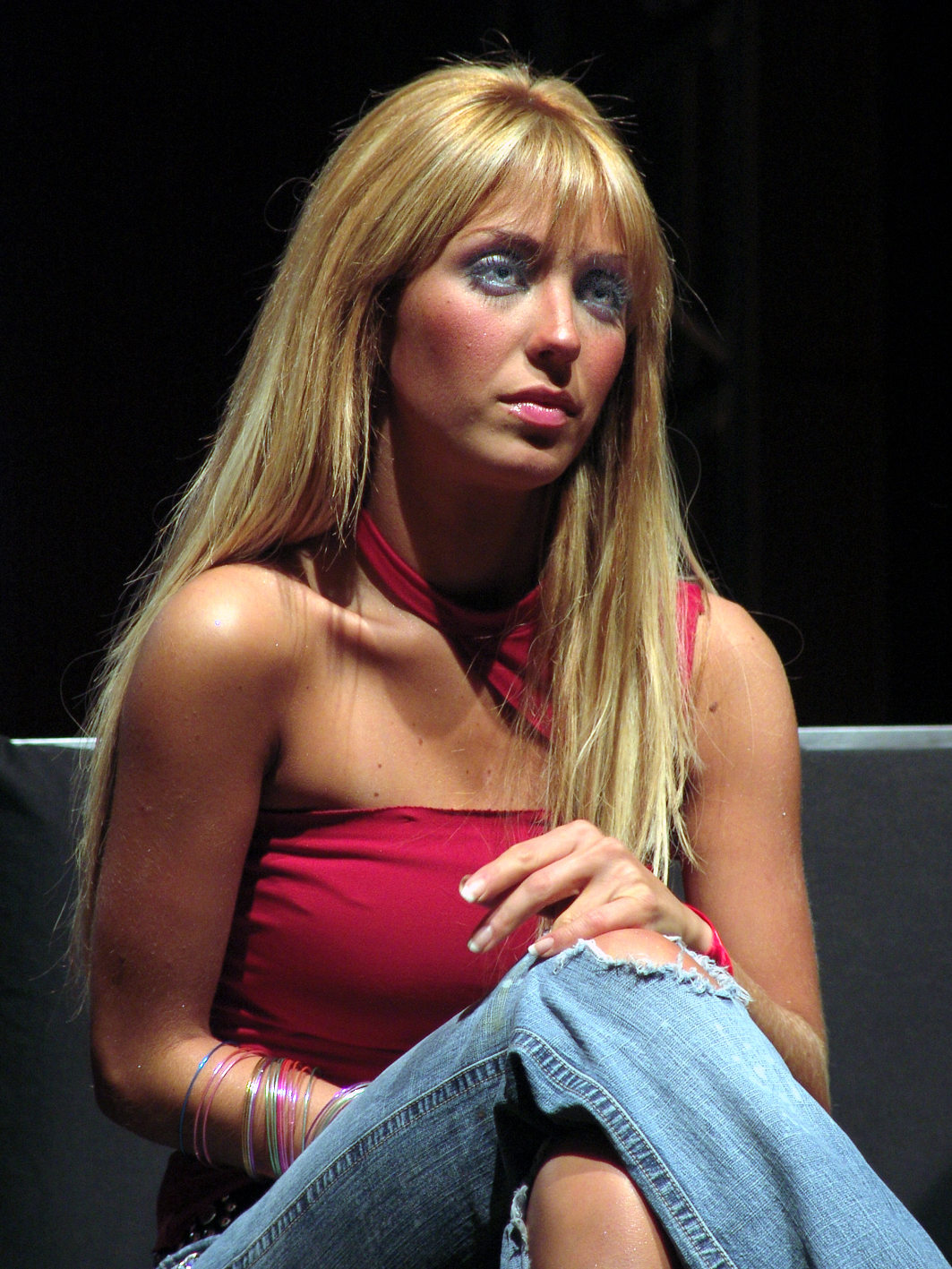
Anahí com o grupo RBD durante uma coletiva de imprensa em São Paulo, no Brasil. (3 de fevereiro de 2006)

Depois de ter sofrido de anorexia nervosa em 2001, Anahí tomou a decição de participar de diversas campanhas sobre esse problema, com a intenção de compartilhar essa experiência com jovens que como ela que passaram por essa situação. Em outubro de 2008, com o apaio da Televisa, em colaboração com a Secretaria de Salud, Anahí participou da campanha "Si Yo Puedo, Tú También", ajudando os adolescente que sofrem de distúrbios alimentares.
Após a morte de 3 fãs durante uma tarde de autógrafos no Brasil, em 4 de fevereiro de 2006, Anahí lançou junto ao grupo RBD a "Fundación Sálvame" (em homenagem a música "Sálvame") para ajudar crianças de rua. Iniciou suas operações em 1 de maio de 2007. A fundação serviu no México, Brasil e Espanha. A primeira atividade para arrecadar dinheiro seria através de um show gratuito em Copacabana no Rio de Janeiro e tudo que os patrocinadores iriam distribuir, iam diretamente para a fundação. Porém, por motivos desconhecidos até hoje, o show não foi realizado.
Em maio de 2009, Anahí apresentou a campanha "Mexicanas, Mujeres de Valor", que busca promover a igualdade de gênero e o respeito através de mensagens que favorecem a paz social, a união familiar e o orgulho de ser mulher mexicana. Em agosto, Anahí ofereceu, em Monterrei, uma conferência a jovens sobre o problema da anorexia e bulimia que ela viveu. A cantora ofereceu uma conferência sobre o tema dentro do evento organizado pelo "Instituto Estatal de la Juventud". Ela também se mostrou forte ao falar sobre a experiência que quase lhe custou a vida e que iniciou quando tinha apenas 14 anos de idade. Aproximadamente 700 jovens estiveram presentes no evento.
Em 19 de fevereiro de 2010, Anahí participou da sexta edição do Xpo Joven, que teve o tema "Tú Eres el Cambio". O evento aconteceu no Centro de Convenções e Exposições de Chihuahua, onde Anahí contou suas experiências e sobre a parada cardíaca que sofreu por causa da anorexia. Em março de 2010, a cantora ofereceu três shows em Monterrei, Guadalajara e Cidade do México, e todo o dinheiro arrecadado foi doado para as vítimas do Terremoto do Chile. Em julho, Anahí doou uma de suas saias, que usou durante alguns shows do RBD, para o leilão que arrecadou fundos para as vítimas do Furação Alex. Em outubro, se apresentou no concerto "Cantémosle a Veracruz", para arrecadar fundos em benefício das vítimas do Furacão Karl, em decorrência da temporada de furacões no oceano Atlântico de 2010.
Anahí já se apresentou em vários eventos do Teleton, que promove a reabilitação física, que busca arrecadar dinheiro para ajudar a criação de centros de reabitação infantil para crianças com deficiências. Com o RBD, participou de diversas edições do Teletón pelo mundo. Em 6 de outubro de 2010, se apresentou no Teletón de El Salvador. Em dezembro de 2010, se apresentou no Teletón do Equador, e em dezembro de 2011, no Teletón México.

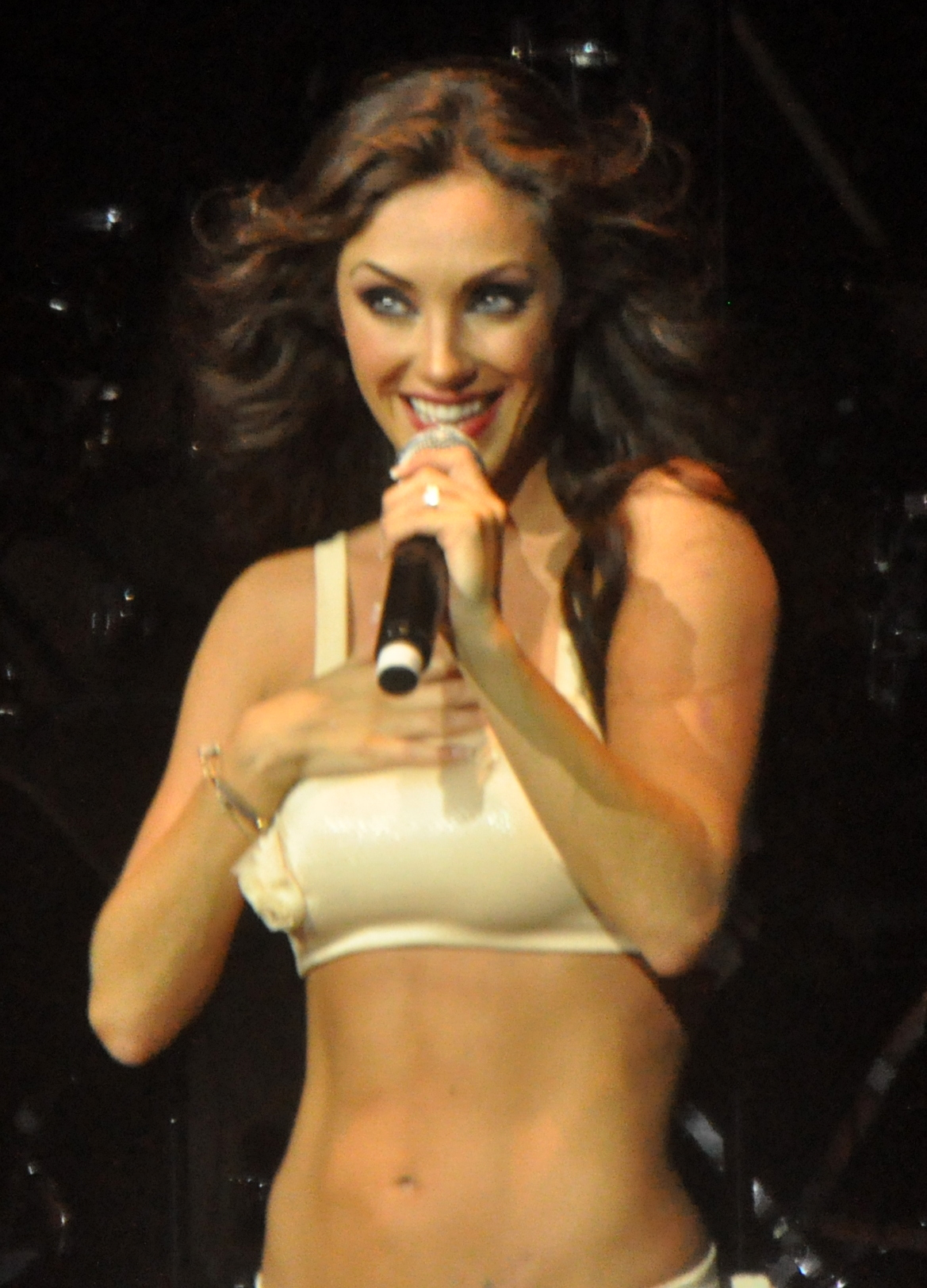
Anahí durante a Mi Delirio World Tour em São Paulo em 2011.

Em março de 2011, participou do projeto que procura ajudar os danificados do duplo desastre natural e das crises nucleares no Japão. A canção "Alérgico" foi incluída no álbum Voces por Japón. Em 18 de setembro de 2011, o canal National Geographic apresentou a produção original "Obsesión: Cuerpos que Gritan", gravada na América Latina, que registra os depoimentos de pessoas que sofrem dentro de seu próprio corpo e tratam de buscar uma saída. Anahí falou sobre o "inferno" que viveu por 5 anos, durante as fases em que esteve doente de anorexia e como conseguiu superar essa doença. Em dezembro, Anahí visitou a Fundação Ellen West, apoiando a María Carmen Betanzos, vitima de anorexia que começou a recuperação no centro de apoio graças a ajuda da cantora no Programa Laura. Em 2011, junto com o elenco de Dos Hogares, cedeu sua voz para a campanha em prol da mulher, elaborada pela Fundação Cultura Televisa, lançando uma linha de ajudantes gratuita para todas as mulheres que são abusadas, receberem ajuda.
Em 6 de outubro, Anahí se une a Fundação Non Violence, como novo membro de embaixadores da paz, foi a primeira latina a participar dessa campanha, sendo convidada pela viúva de John Lennon, Yoko Ono. Desenhou sua própria escultura e participou enviando mensagens de paz e de amor para o México, Brasil e o resto do mundo. Em 2012, junto com outros embaixadores globais, apresentou sua escultura na exposição mundo "Pistolas por la Paz", durantes os Jogos Olímpicos de Londres 2012.
Em 3 de janeiro de 2012, junto com a presidente do DIF Estatal, Leticia Coello, entregou mais de 1,500 brinquedos as famílias da colonia Pakal-Na’, com objetivo de festejar o "Día de los Reyes Magos" em Palenque, Chiapas.
No final de 2013, Anahí começou a trabalhar na Fundación Salvame, que inicialmente era destinada a ajudar pessoas que sofriam com anorexia e bulimia. Esse novo projeto é destinado a ajudar crianças do Estado de Chiapas vítimas de violência e maus tratos. Em 8 de outubro de 2014, a fundação foi inaugurada oficialmente em Chiapas.
Em 13 de dezembro de 2014, participou do TeletónUSA que teve como meta arrecadar quinze milhões de dólares para ajudar crianças com deficiência nos Estados Unidos.

### Primeira–dama de Chiapas
Anahí Giovanna Puente Portilla (Cidade do México, 14 de maio de 1983) é uma cantora, atriz, compositora, escritora e empresária mexicana, e foi a primeira-dama do estado mexicano de Chiapas entre 25 de abril de 2015 à 7 de dezembro de 2018 por haver se casado com o governador Manuel Velasco Coello.
Em 30 de setembro de 2015, Anahí realizou um desenho que foi avaliado em 700 mil pesos, destinado a contribuir com a causa da "Fundação Duerme Tranquilo", quem realizou uma grande festa anual para a arrecadação de fundos, os quais são utilizados para melhor projetos na área da saúde, dando apoio ao Hospital Juárez de México, o Instituto Nacional de Cancerología, o Instituto Nacional de Neurología e Neurocirugía, e o Instituto Nacional de Pediatría. 
Como Primeira-dama de Chiapas começou uma série de visitas a diferentes escolas e centros comunitários de Tuxtla Gutiérrez. Em 8 de outubro de 2015, Anahí visitou o Centro de Desarrollo Comunitario (CEDECO) para apoiar a mães solteiras e crianças em Tuxtla Gutiérrez, Chiapas.
Em 5 de novembro de 2015, visitou a escola Delfina Rincón, onde junto as crianças, assistiu a obra de teatro Las palabras mágicas de amistad, na qual tem como objetivo passar valores de respeito, amizade e solidariedade. em 6 de novembro de 2015, Anahí visitou o Centro de Educación Básica do estado de Chiapas (Cebech), onde realizou uma palestra sobre a prevenção do câncer.
A cantora steve acompanhada por Claudia Santillana Rivera, presidente da fundação Un paso a la vez, quem deu seu testemunho como sobrevivente da doença. Em 10 de novembro de 2015, visitou o Centro de Equino terapia de la Secretaría de Seguridad y Protección Ciudadana do Governo de Chiapas, onde conviveu com crianças que recebem terapias. Em 14 de dezembro de 2015, acompanhada de María Inés García, levou presentes a crianças da Casa Hogar Infantil.
Em 16 de dezembro de 2015, Anahí junto com seu marido Manuel Velasco Coello, viajaram para a Cidade do Vaticano e conheceram o Papa Francisco. Em 4 de fevereiro de 2016, visitou o município de Zinacantán, junto com Manuel Martínez Jiménez, onde conviveu com artesãs, vestiu trajes habitual das mulheres zinacantecas e entregou máquinas de costura a cada uma das quarenta artesãs presentes destinadas a facilitar o trabalho diário das mesmas.
Depois da visita do Papa Francisco em Chiapas, Anahí seguiu com seu trabalho como Primeira-dama e visitou o Albergue temporal de Mujeres Maltratadas, onde se dá atenção integral a mulheres citímas de violência. Entregou máquinas de costura, comoutadores e jogos.  Em 4 de março de 2016, visitou o Hospital de Especialidades Pediátricas onde levou jogos para cada paciente para que tenham uma distração durante sua estadia e tratamento no hospital.
A partir de 9 de setembro de 2017, Anahí percorreu e visitou com seu marido, Manuel Velasco, os diversos municípios afetados e as vítimas do terremoto de magnitude 8.2 que o Estado de Chiapas sofreu em 7 de setembro de 2017. Em 10 de setembro, informou que o terremoto deixou 40 mil casas danificadas e 15 mortos. Em 11 de setembro de 2017, Anahí relatou em sua conta no Instagram a instalação de diversos centros de coleta em cinco lojas Chedraui na Cidade do México, que estariam recebendo, nos dias 13 e 14 de setembro, mantimentos, roupas e produtos de limpeza para as vítimas do terremoto. Paralelamente, foi instalado um centro no Estádio Víctor Manuel Reyna, em Tuxtla Gutiérrez, Chiapas, que funcionou de 13 a 26 de setembro. Em 13 de setembro, ela informou que no centro montado em Chiapas a arrecadação naquele dia foi de mais de 90 mil produtos e foram levadas pela cantora aos abrigos instalados em Jiquipilas, Berriozábal e Suchiapa.
Em 26 de setembro, Anahí esteve na Casa Hogar de Chiapas para distribuir brinquedos, remédios e artigos de limpeza pessoal. A cantora participou da leitura do conto Cuando la tierra se movió, escrito pelo conselho mineiro do Chile, utilizada em se momento para fornecer ajuda psicológica às crianças afetadas pelo terremoto no Chile em 2010.

## Influências e imagem
Em diversas entrevista, Anahí disse que ainda que sua música seja focada no pop, suas influências e gostos são de diversos gêneros como reggaeton, jazz, electrónica e o R&B. Segundo a cantora, uma de suas maiores influencias é a cantora mexicana Thalía, que comentou: "Vejo que é uma mulher brilhante, exitosa e linda, que além de tudo, nunca se descuidou de seu coração e de quem é." Anahí disse que outras de suas influências é a cantora colombiana Shakira e o cantor britânico Robbie Williams, na qual comentou: "Acredito que uma das minhas grandes influências musicais, ou das pessoas que mais admiro é Shakira, pois tem um talento incrível. Robbie Williams, que é um excelente performer".
Anahí confessou ao "diário Milenio" que outras de suas influencias são artistas como Madonna, Lady Gaga e Gloria Trevi, que comentou que se sente influenciada pelo feito de que são: "personagens que odeiam e amam. Sei que me encontro nessa categoria, as pessoas escutam meu nome e tem uma reação muito radical, o que não é ruim, pois como artista é necessário levantar paixões. De nada serve que te encontrem em um ponto onde o que fazes não tem importância. Quero apresentar este material, que as pessoas saibam que a musica do meu novo single [a canção "Mi Delirio"] foi feita por Kinky, e que trago uma banda bem talentosa no palco, como Matute."

### Moda e estilo

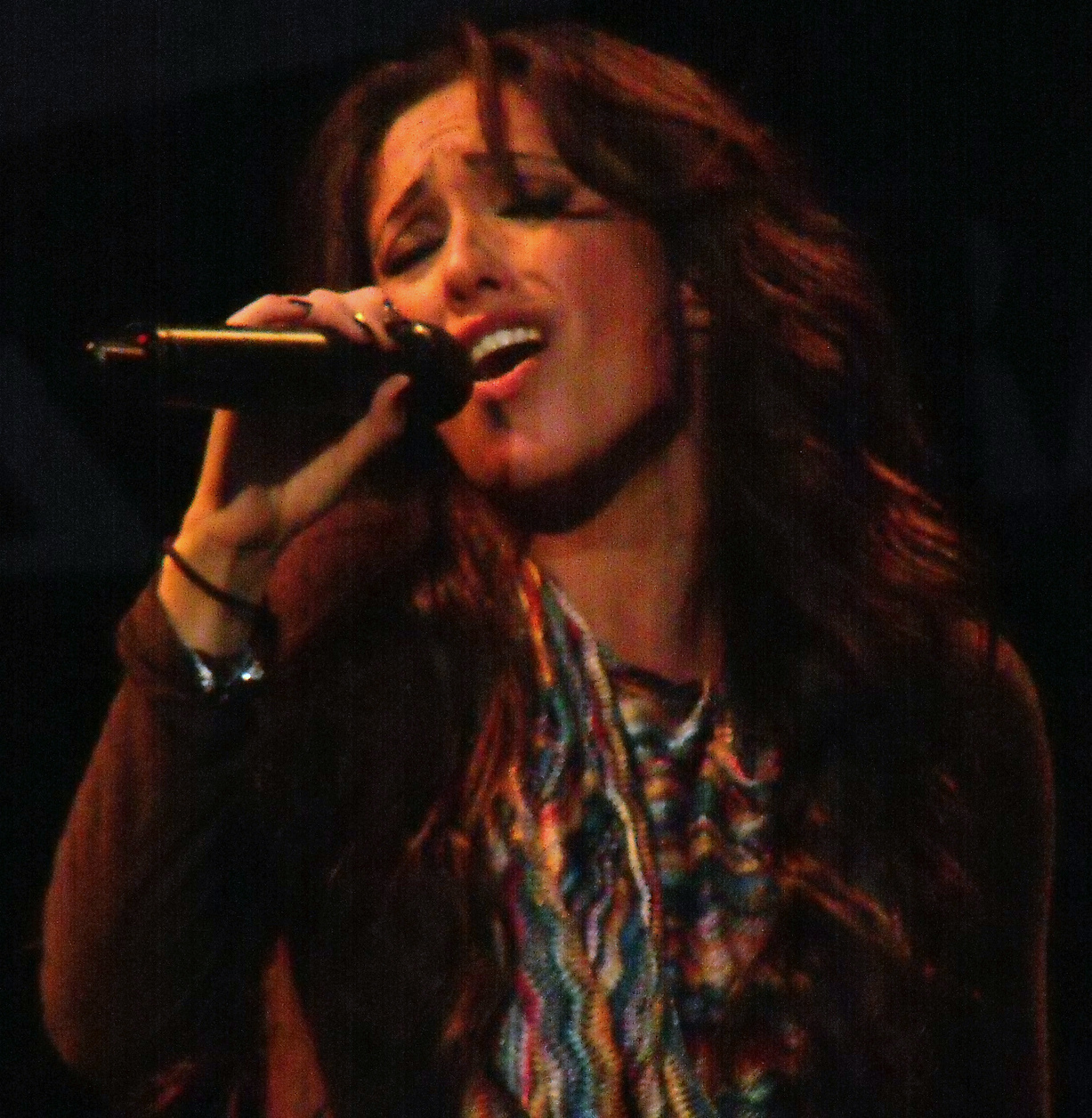
Anahí durante um show acústico em Porto Alegre, Brasil, em 2010.

Por outra parte, Anahí é conhecida por renovar sua imagem através da mídia, com o grupo RBD e como solista com seus vídeos musicais. A revista People en Español a considerou "uma moça versátil", assim como também uma mulher "que tem um corpo invejável". Anahí já foi considerada em inúmeras ocasiões com um sex symbol, a revista Quien, a descreveu como "uma cantora que se reinventou e está cada vez mais linda". Segundo o site Terra, Anahí "mudou sua eterna imagem por uma femme fatale" e uma cantora que "te hipnotiza com sua delirante sensualidade". A assessora de imagem Wendy Crespi considerou que: "seu estilo foi aperfeiçoado e bem definido já que representa mais a idade que tem. Ela evoluiu sua aparência juvenil, agora a vemos mais segura, mais confiante e madura.", observou ainda que: "Tem um estilo sedutor, tem confiança em si mesma e extrovertida. Se sente confortável com seu corpo."
A Sara Galindo, editora executiva de moda da revista ELLE México, assegura entender dos seus figurinos dos espetáculos looks de show, mas considera que Anahí tem todo o potencial para ser a primeira-dama mais elegante e fantástica do México, dito que: "É uma menina muito simpática, tem uma grande beleza e é só questão de tempo para ajustar alguns detalhes" Carlos Vega, editor de música de Univision.com a considerou: A artista que é mais internacional em termos de usuários, o número é impressionante, da Eslovênia para o Brasil e Espanha.
No álbum Celestial (2006) do RBD, Anahí ficou encarregada da imagem do disco, se inspirou no estilo urbano, tipo estilo de mendigo. Em seu videoclipe "Mi Delirio", a cantora interpreta uma mulher louca presa em um hospital psiquiátrico, o vídeo foi considerado pelo YouTube muito provocante, sendo censurado por uns dias. Segundo Univision, Anahí usa um figurino mais atrevido, sensual, e com um vestuário mais chamativo. De acordo com a revista Quién, em seu videoclipe "Me Hiptnozas", Anahí apareceu muito sexy, dança para as câmeras e mostra a sua esbelta figura. No vídeo, mostrou que é uma grande amante da natureza, demostrando o calor e o conforto que inspira a cantora na floresta, também mostra outra mensagem que é a negatividade da guerra.

Em 2010, como parte da turnê Mi Delirio World Tour, durante sua apresentação na canção "El Me Mintió" no Festival Viña del Mar, Anahí usou um vestido de noiva com facas cravadas nas costas e todo ensanguentado, o que acabou causando na mídia acusações sobre plágio da apresentação de Lady Gaga durante o MTV Video Music Awards de 2009. A cantora disse no diário Milenio que:
"Minha inspiração foi quando estava em Chicago passando por uma loja de roupa, e vi uma boneca que tinha uma faca no pescoço. Pensei em como adicionar o vestido de noiva para representar uma traição em um momento tão importante, mas não me importo que digam que eu copiei Lady Gaga, ao contrário, é um elogio."
O jornal La Tercera disse que Anahí: "Se esforçou com as aulas de atuação que adquiriu na Televisa, fez uma performance no mínimo, curiosa. Tentou chorar durante a canção "Sálvame", ajoelhou-se e colocou as mãos em seu rosto" O jornal La Cuarta acrescentou que: "Foi pura emoção, mas tanto esforço não foi suficiente nem para um pedacinho de brilho". No entanto, Anahí voltou a realizar a apresentação no Teatro Metropolitan da Cidade do México, junto com a cantora Amanda Miguel e intérprete original da canção, onde, usando vestidos de noivas, "arrancaram o coração". O programa Ventaneando disse: "Que maravilha esse dueto, eu o-aplaudo por que Amanda Miguel é uma das melhores vozes da América Latina e Anahí teve o prazer de cantar com ela. Ela [Anahí] se atreve a fazer coisas diferentes, e isso é bem interessante, já que muitas outras [cantoras] quiseram ser completa como Anahí. Dança, canta e está nos palcos desde que tem dois ano de idade." Entre 2009 e 2011, na turnê Mi Delirio World Tour, Anahí usou roupas com inspiração no estilo cabarét durante a apresentação da canção "Mi Delirio". Assim como ela própria também serviu como estilista ao desenhar os croquis ela mesma para os figurinos usados na turnê, que depois foram confeccionado pelo designer de moda Gustavo Matta da Cidade do México.
Somente na sua página oficial no Twitter, a cantora possui mais de nove milhões de seguidores (até maio de 2023), o que a torna a segunda cantora mexicana com o maior número usuários conectados a sua conta da rede social, sendo superada apenas por Paulina Rubio, que tem mais de onze milhões.

## Vida pessoal
Durante as gravações da telenovela Primer Amor, Anahí enfrentou um distúrbio alimentar grave, anorexia nervosa. Em seu peso mais baixo, ela pesava aproximadamente 36 quilos, estava dentro e fora dos cinco centros de tratamento diferentes, e tinha sido enviada para vários médicos e psicólogos em torno México. Em 29 de abril de 2001, a cantora voltou de viagem de férias com a família, e começou a ter sensações de desmaios, sendo levada às pressas para um hospital, onde seu coração parou por oito segundos. Em 2008, com o apoio da Televisa, lançou a campanha "Si Yo Puedo, Tú También", que ajuda adolescentes com essa doença.
Em 11 de março de 2011, Anahí divulgou que descobriu através de uma tomografia que, o oxigênio que naturalmente deve chegar ao cérebro, estava bloqueado em uma grande porcentagem, devido a um desvio de septo que, poderia causar um acidente vascular cerebral, para resolver o problema, a cantora teve que fazer uma cirurgia.
Em 21 de junho de 2023, Anahí publicou em suas redes sociais que machucou o ouvido ao realizar um molde do fone de ouvido in ear que será usado na turnê Soy Rebelde Tour do RBD. Anahí explicou que após secar o molde em seu ouvido, o profissional que realizara o procedimento puxou-o de maneira equivocada deixando o tímpano da cantora mexicana em carne viva.

### Relacionamentos
Entre 2003 e 2004, namorou o ator mexicano Alex Sirvent. Ainda em 2004, durante as gravações da telenovela mexicana Rebelde, a cantora começou a namorar o ator Christopher Uckermann. O namoro durou apenas 8 meses, porém continuaram amigos. Em 2007, teve um breve romance com o ator mexicano Jaime Camil.
Em 2008, Anahí começou a namorar o empresário Rodrigo Ruíz de Teresa. O casal se conheceu através de um amigo em comum, o empresário Pepe Díaz. O namoro durou um ano. Em 2009, namorou o empresário espanhol Anuar Name. O relacionamento não durou muito tempo, pois Anahí vivia no México, e ele na Espanha.
Em abril de 2012, Anahí começou a namorar com o então senador do Estado de Chiapas, Manuel Velasco Coello, sendo eleito governador em junho do mesmo ano. Em 4 de outubro de 2014, Anahí e Velasco ficaram noivos. Em 7 de janeiro de 2015, Anahí revelou através de sua conta no Instagram que o vestido de noiva contará com o trabalho de mulheres chiapanecas, o desenho estará a cargo de Benito Santos e José Ramón Hernández será o coordenador de moda. Em 19 de abril, o governador emitiu um comunicado onde dizia que sua união matrimonial com Anahí não teria recepção nem festa, e tão pouco lua de mel devido a seu compromisso político. Para finalizar, declarou que o governo do Estado não realizou nenhuma reforma na Catedral de San Marcos en Tuxtla Gutiérrez por causa de seu casamento.
Em 25 de abril de 2015, às 10 horas da manhã, Anahí e Manuel se casaram na Catedral de San Cristóbal de las Casas em San Cristóbal de las Casas, Chiapas. Foi realizada pelo bispo Felipe Arizmendi Esquivel e contou com a presença de apenas 100 pessoas próximas ao casal. Em 22 de agosto de 2015, Anahí e Manuel comemoram seu segundo casamento, desta vez no civil. A cerimônia privada foi realizada no Club de Golf Bosques de Santa Fe na Cidade do México. Entre os convidados estiveram políticos e amigos dos noivos como o produtor mexicano Pedro Damián, criador da telenovela Rebelde e da banda RBD, na qual Anahí fez parte.

#### Maternidade
Anahí confirmou estar grávida do primeiro filho com o advogado e político Manuel Velasco em 11 de setembro de 2016, onde foi capa da edição mexicana da revista Caras. Em sua conta no Instagram, a cantora compartilhou a foto da capa da revista e escreveu: "Com muita emoção, compartilho com vocês a notícia mais linda". No mesmo mês, a cantora ainda divulgou que esperava um menino e que chamará Manuel, assim como o pai. Manuel Velasco Puente nasceu em 17 de janeiro de 2017 as 22:36h em Tuxtla Gutiérrez, Chiapas. Segundo informação do diário Reforma, o bebê pesou 2,6 kilos e mediu 49 centímetros.
Em 28 de outubro de 2019, a cantora anunciou sua segunda gravidez. Em 8 de novembro de 2019, a cantora revelou que espera novamente um menino. Emiliano Velasco Puente nasceu de 37 semanas em 2 de fevereiro de 2020 na Cidade do México.

## Discografia
- Anahí (1993)
- ¿Hoy Es Mañana? (1996)
- Anclado en Mi Corazón (1997)
- Baby Blue (2000)
- Mi Delirio (2009)
- Inesperado (2016)

## Filmografia
| Título                       | Ano    | Personagem                         | Notas                                |
| ---------------------------- | ------ | ---------------------------------- | ------------------------------------ |
| Chiquilladas                 | 1986   | Vários personagens / Frambuesa     |                                      |
| La Telaraña                  | 1989   | Paty                               | Episódio: "Terremoto"                |
| La Hora Marcada              | 1989   | Cristina                           | Episódio: "David"                    |
| 1989                         | Boneca | Episódio: "Martha"                 |                                      |
| Papá Soltero                 | 1990   | María Eugenia                      | Episódio: "Fuera de Control"         |
| Madres Egoístas              | 1991   | Gabriela "Gaby" Cantú              |                                      |
| Muchachitas                  | 1991   | Betty Ortigoza                     |                                      |
| Ángeles Sin Paraíso          | 1992   | Claudia Cifuentes                  |                                      |
| Dr. Cándido Pérez            | 1992   | Garota                             | Episódio: "El Que con Niños Anda..." |
| Alondra                      | 1995   | Margarida Leblanc                  |                                      |
| Tú y Yo                      | 1996   | Melissa Álvarez                    |                                      |
| Mujer, Casos De La Vida Real | 1996   | Fabiola                            | Episódio: "Angélica"                 |
| Mi Pequeña Traviesa          | 1997   | Samantha López Carrillo            |                                      |
| Vivo por Elena               | 1998   | Natalia "Talita" Carvajal          |                                      |
| El Diario de Daniela         | 1998   | Adelia Monroy                      |                                      |
| Mujeres Engañadas            | 1999   | Jéssica Duarte                     |                                      |
| Locura de Amor               | 2000   | Giovanna Luna Guerra               | Episódio: "115"                      |
| Primer Amor: A Mil Por Hora  | 2000   | Giovanna Luna Guerra               |                                      |
| Clase 406                    | 2003   | Jessica Riquelme Drech             | Temporada 3–4                        |
| Rebelde                      | 2004   | Mia Colucci Cáceres                |                                      |
| RBD, La Familia              | 2007   | Annie                              |                                      |
| Lola... Érase Una Vez        | 2007   | Ela mesma                          | Episódio: "137"                      |
| Dos Hogares                  | 2011   | Angélica Estrada Mejía Ballesteros |                                      |
| La Más Draga                 | 2022   | Ela mesma / jurada convidada       | Temporada 5                          |
| Por Siempre RBD              | 2023   | Ela mesma                          |                                      |
| ¿Quién Es La Máscara?        | 2024   | Jurada / Investigadora             | Temporada 6                          |

| Título                     | Ano  | Personagem   |
| -------------------------- | ---- | ------------ |
| Asesinato A Sangre Fría    | 1989 | Vitória      |
| Había Una Vez Una Estrella | 1989 | María Juana  |
| Nacidos Para Morir         | 1991 | Júlia        |
| Ayudame Compadre           | 1992 | Carla        |
| El Ganador                 | 1992 | Mariana Sant |
| No Me Defiendas Compadre   | 1996 | Estephania   |
| Inesperado Amor            | 1999 | Ana          |
| Tarde Azul                 | 2000 | Nicole       |

| Título | Ano     | Nota(s)   | Canal     |
| ------ | ------- | --------- | --------- |
| An     | 2019–20 | Ela mesma | AnByAnahi |

## Teatro
| Título                | Ano  | Personagem     | Local               |
| --------------------- | ---- | -------------- | ------------------- |
| Ricitos de Oro        | 1987 | –              | –                   |
| Los Extraterrestres   | 1989 | –              | –                   |
| El Soldadito de Plomo | 1992 | –              | –                   |
| Tom Sawyer            | 1994 | Becky Thatcher | Teatro San Jerónimo |

## Turnês musicais
- Anclado en Mi Corazón Tour (1997–1998)
- Anahí Pocket Show: Acústico (2009–2011)
- Mi Delirio World Tour (2009–2011)